# Ritsuko Okazaki
Ritsuko Okazaki (岡崎 律子?, Okazaki Ritsuko; Hashima, 29 dicembre 1959 – 5 maggio 2004) è stata una cantante giapponese.
È nota per aver cantato le sigle di serie televisive animate quali Love Hina, Fruits Basket, Koi kaze e Say I Love You.

## Biografia

### Primi anni
Ritsuko è nata sull'Isola Hashima, nella prefettura di Nagasaki il 29 dicembre 1959 dalla madre Teruko e dal padre Takao, un giovane quadro della Mitsubishi Mining Company. La famiglia abitava negli appartamenti riservati ai dirigenti con bagno privato e telefono.
A seguito del progressivo abbandono dell'isola, i vari abitanti si trasferirono altrove. Ritsuko, dopo aver frequentato la Hashima Elementary School per un breve periodo, si trasferì con la famiglia a Tokyo.
Durante il primo anno di liceo, lavorava part-time nella panetteria dove, insieme a due amici ha formato un gruppo musicale amatoriale chiamato “Eleanor”. Ritsuko era responsabile del coro e suonava inoltre il pianoforte.

### Carriera
Dopo essersi laureata a Tokyo, Ritsuko trovò lavoro presso un'azienda; subito dopo però si licenziò dando inizio alla sua carriera in ambito musicale. Dapprima le sue pubblicazioni si concentravano su canzoni commerciali sotto lo pseudonimo di “Ritsu Morino” fornendo le colonne sonore agli artisti. Il suo debutto avvenne nel 1993 con il singolo Kanashii Jiyū / Koi ga, Kiete Yuku.
Ha composto e cantato diverse sigle per gli anime: Wedding Peach, Fruits Basket, Princess Tutu, Say "I love you.", e Love Hina. Nel 2002 formò un gruppo chiamato Melocure assieme alla cantante Megumi Hinata.
La coppia di Melocure, nei due anni di carriera prima della scomparsa di Ritsuko ha pubblicato svariati singoli; le due cantanti hanno anche pubblicato un album chiamato “Melodic Hard Cure”. In questo periodo Ritsuko Okazaki ha anche prodotto delle canzoni per diversi artisti tra cui: Megumi Hayashibara, Mayumi Iizuka e Yui Horie.  La collaborazione con le colleghe si interruppe bruscamente a causa della malattia di Okazaki.

### Morte
Durante la primavera del 2003 le viene diagnosticato un tumore allo stomaco. Nonostante la diagnosi, la madre raccontò allo Yomiuri Shimbun che continuò a lavorare alle canzoni, portandosi nella stanza d'ospedale le attrezzature.
Il 5 maggio 2004 muore di shock settico all'età di 44 anni. 
Dato che l'album su cui stava lavorando era ancora in fase di produzione al momento della prematura scomparsa è stato rinominato in “For Ritz” come tributo verso la cantante. Diverse tracce sono state pubblicate attingendo alle registrazioni di prova eseguite precedentemente dal momento che il suo lavoro rimase incompiuto. L'album uscì il 29 dicembre 2004, giorno in cui Ritsuko Okazaki avrebbe compiuto 45 anni.

## Discografia

### Singoli
| Titolo giapponese e inglese | Anno di pubblicazione | Note                                                                                                   |
| --- | --------------------- | --- |
| (悲しい自由 / 恋が、消えてゆく?, Kanashii Jiyū / Koi ga, Kiete Yuku, Sad Freedom / Love has Disappeared)                                         | 3 marzo 1993          | |
| (最愛 / 12 月の雪の日?, Sai'ai / Jūnigatsu no Yuki no Hi, Beloved / The Snowy Day of December)                                                   | 23 febbraio 1994      | |
| (長距離電話 / Girlfriend?, Chōkyori Denwa / Girlfriend, Long Distance Call / Girlfriend)                                                         | 15 settembre 1994     | |
| (リグレット～恋人なら～ / ４月の雪?, Riguretto ~Koibito Nara~ / Shigatsu no Yuki, Regret ~If as Lovers~ / The Snow in April)                     | 25 aprile 1996        | |
| (A Happy Life / ～ハミング～?, A Happy Life / Hamingu, A Happy Life / Humming)                                                                   | 25 agosto 1996        | "A Happy Life" cantata da Megumi Hayashibara come sigla di apertura di Gakuen Utopia Manabi Straight!. |
| (Rain or Shine －降っても晴れても－ / White Land?, Rain or Shine -Futte mo Harete mo- / White Land)                                              | 25 ottobre 1997       | |
| (L'aquoiboniste (無造作紳士) / Moonshadow?, L'aquoiboniste (Muzōsa Shinshi) / Moonshadow, L'aquoiboniste (Trouble-free Gentleman) / Moon Shadow) | 8 dicembre 1999       | Cover giapponese di "L'aquoiboniste" di Jane Birkin                                                    |
| (For フルーツバスケット / 小さな祈り?, For Furutsū Basuketto / Chiisana Inori, For Fruits Basket / A Small Prayer)                               | 25 giugno 2001        | La sigla di apertura e chiusura per l'adattamento di Fruits Basket del 2001.                           |
| Morning Grace | 23 ottobre 2002       | Sigla iniziale e finale dell'anime Princess Tutu.                                                      |
| (Friendship ~for 好きっていいなよ。?, Friendship ~For Suki-tte Ii na yo~, Friendship ~for Say I Love You.)                                       | Novembre 2012         | Sigla di apertura dell'anime Suki-tte Ii na yo.                                                        |

### Album
| Titolo giapponese e inglese                                     | Anno di pubblicazione | Note                                                                    |
| --------------------------------------------------------------- | --------------------- | ----------------------------------------------------------------------- |
| Sincerely yours                                                 | 24 marzo 1993         |                                                                         |
| Joyful Calendar                                                 | 23 marzo 1994         |                                                                         |
| A Happy Life                                                    | 25 maggio 1996        |                                                                         |
| Ritzberry Fields                                                | 21 agosto 1997        |                                                                         |
| Rain or Shine                                                   | 25 ottobre 1997       |                                                                         |
| (おはよう?, Ohayō, Good Morning)                                | 6 novembre 1998       |                                                                         |
| Love Hina Okazaki Collection                                    | 15 dicembre 2001      |                                                                         |
| Love Hina Self Cover Album                                      | 16 dicembre 2001      |                                                                         |
| Life is lovely.                                                 | 5 febbraio 2003       |                                                                         |
| Sister Princess RePure Twelve Angels 12 Characters Ending Songs | 5 febbraio 2003       |                                                                         |
| For Ritz                                                        | 29 dicembre 2004      | Contiene delle cover eseguite da Okazaki provenienti da Symphonic Rain. |
| Love & Life: private works 1999–2001                            | 5 maggio 2005         | Include 3 canzoni inedite in passato riservate ai membri del fan club   |

## Curiosità
- Sebbene fosse ufficialmente mancina, Ritsuko scriveva utilizzando la mano destra. Questo perché, quando frequentava la scuola elementare, sua madre la costringeva ad utilizzare la mano destra.
- È nota una fotografia di Ritsuko Okazaki dove ha tra le mani una chitarra. A quanto pare però, la stessa Ritsuko non era in grado di suonarla visto che il suo strumento era il pianoforte.
- Per volere dei genitori, il suo sito web ufficiale sarà preservato senza essere cancellato in memoria della figlia.
- Sempre per volere dei genitori, il cimitero dove risiede Ritsuko Okazaki non è aperto al pubblico. Eccezion fatta per gli amici, i conoscenti, i compagni di classe e alcuni ammiratori autorizzati dai genitori.
- Durante la trasmissione radiofonica “Melocure's Silence Radio”, due mesi prima della sua scomparsa, Ritsuko annunciò di "volere prendere una pausa per poter scrivere nuove canzoni". In realtà la motivazione fornita era falsa e aveva lo scopo di non fare preoccupare i suoi ammiratori. Neanche i suoi amici più stretti conoscevano le sue vere condizioni di salute a quanto pare. Dopo la sua morte, sua madre Teruko ha annunciato in un articolo per lo Yomiuri Shimbun che malgrado le sue condizioni, Ritsuko ha continuato a lavorare nella sua stanza di ospedale facendosi portare l'attrezzatura.
- La copertina dell'album For Ritz ritrae la sagoma di Ritzuko in uno scenario stilizzato composto da pioggia, sole e un arcobaleno, mentre dalla R di Ritz scende una goccia o una lacrima, riprendendo l'atmosfera dell'immaginaria città di Piova del gioco Symphonic Rain per cui parte delle musiche presenti nell'album furono create e al contempo trasmettendo il senso di perdita.
- Il gruppo Eleanor è ancora attivo e tuttora formato dalle sue amiche del liceo Tsutsumi Maya, musicista professionista, e Kato Keiko, insegnante di giapponese alla scuola media. Il gruppo si esibisce ancora in concerti dal vivo.[1]